# 熱田前新田
熱田前新田（あつたまえしんでん）は、愛知県名古屋市港区の地名。当地域の人口は0世帯・0人（2018年3月1日現在）。住居表示未実施。

## 地理
名古屋市港区東部に位置する。東は港栄三丁目・同四丁目、西は中川本町、南は西倉町、北は河口町に接する。

### 字一覧
熱田前新田には小字が残る。以下に小字の一覧を示す。
- 消滅した字については背景色    で示す。
- 消滅以前に寛政町へ編入された字については背景色   で示す。

| 字                                     | 字                                 |
| -------------------------------------- | ---------------------------------- |
| 悪水東（あくすいひがし）               | 伊藤分（いとうぶん）               |
| いろは                                 | 九番遠若組（くばんえんじゃくぐみ） |
| 十五番（じゅうごばん）                 | 十三番（じゅうさんばん）           |
| 十番遠若組（じゅうばんえんじゃくぐみ） | 十四番（じゅうよんばん）           |
| 十六番（じゅうろくばん）               | 辰巳（たつみ）                     |
| 中川西（なかがわにし）                 | 中川東（なかがわひがし）           |
| 中川流作（なかがわりゅうさく）         | 中の組（なかのくみ）               |
| 西の組（にしのくみ）                   |                                    |

## 学区
市立小・中学校に通う場合、学校等は以下の通りとなる。また、公立高等学校に通う場合の学区は以下の通りとなる。
| 字            | 番・番地等 | 小学校               | 中学校               | 高等学校 |
| ------------- | ---------- | -------------------- | -------------------- | -------- |
| いろは        | 全域       | 名古屋市立大手小学校 | 名古屋市立港南中学校 | 尾張学区 |
| 中川東 西の組 | 全域       | 名古屋市立港楽小学校 | 名古屋市立東港中学校 | 尾張学区 |

## 歴史

### 由来
1800年に藩命により熱田奉行であった津金文左衛門胤臣が開発した新田にちなむ。

### 沿革
- 1800年（寛政12年） - 9代尾張藩主徳川宗睦により尾張藩直営事業として熱田前新田として開発が進められた[4]。実際には尾張藩熱田奉行の任に就いていた津金胤臣を中心に事業が行われたが、財政難などにより事業は難航したという[4]。
- 1889年（明治22年）10月1日 - 愛知郡熱田前新田が合併に伴い、同郡寛政村大字熱田前新田となる[5]。
- 1906年（明治39年）5月10日 - 合併に伴い、愛知郡小碓村大字熱田前新田となる[5]。
- 1907年（明治40年）7月16日 - 愛知郡小碓村大字熱田前新田の一部が名古屋市に編入され、同市熱田前新田となる[5]。
- 1908年（明治41年）4月1日 - 名古屋市熱田前新田が、同市南区熱田前新田となる[5]。
- 1921年（大正10年）8月12日 - 愛知郡小碓村大字熱田前新田が、同村大字寛政と改称する[5]。以降の沿革については寛政町 (名古屋市)を参照。
- 1925年（大正14年）4月1日 - 一部が中川町となる[6]。
- 1930年（昭和5年）3月15日 - 一部が新川町・金川町・河口町・中川本町・金船町・新船町となる[7]。
- 1933年（昭和8年）7月1日 - 一部が魁町・佐野町・幸町・中之島通となる[5]。
- 1937年（昭和12年）
  - 10月1日 - 名古屋市南区熱田前新田が、同市港区熱田前新田となる[5]。
  - 11月1日 - 一部が十一屋町となる[8]。
- 1938年（昭和13年）4月1日 - 一部が本宮町・築三町となる[9]。
- 1944年（昭和19年）1月10日 - 一部が津金町・辰巳町となる[10]。
- 1947年（昭和22年）5月10日 - 一部が港楽町・名港通・港栄町・港明町となり[11]、一部を津金町・辰巳町・金川町・河口町へ編入[12]。
- 1948年（昭和23年）7月15日 - 一部が大手町となり、一部を中之島通へ編入[5]。
- 1949年（昭和24年）7月1日 - 一部が港陽町となる[11]。
- 1950年（昭和25年）12月15日 - 一部がいろは町となり、一部を本宮町へ編入[5]。
- 1965年（昭和40年）5月31日 - 一部が砂美町・築盛町・名四町となり、一部を大手町・いろは町・本宮町へ編入[5]。
- 1973年（昭和48年）10月20日 - 一部が港楽一丁目・港明一丁目となり[11]、一部を辰巳町に編入[10]。
- 1974年（昭和49年）12月9日 - 一部が津金一丁目および二丁目となる[10]。

## 施設
- 名古屋市交通局名港工場 - 1971年（昭和46年）に名港車庫として設置。
- JR貨物名古屋港駅

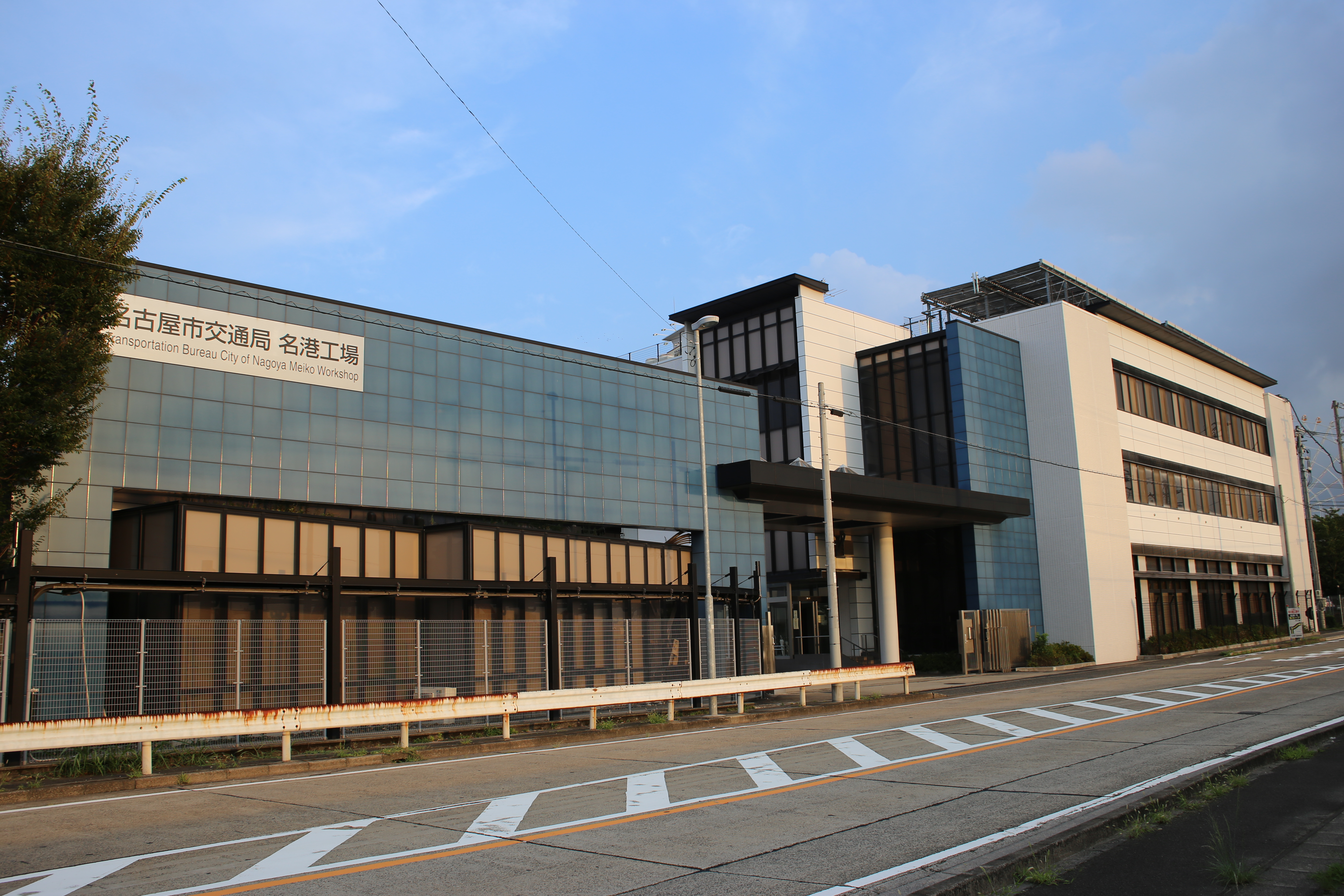
名古屋市交通局名港工場
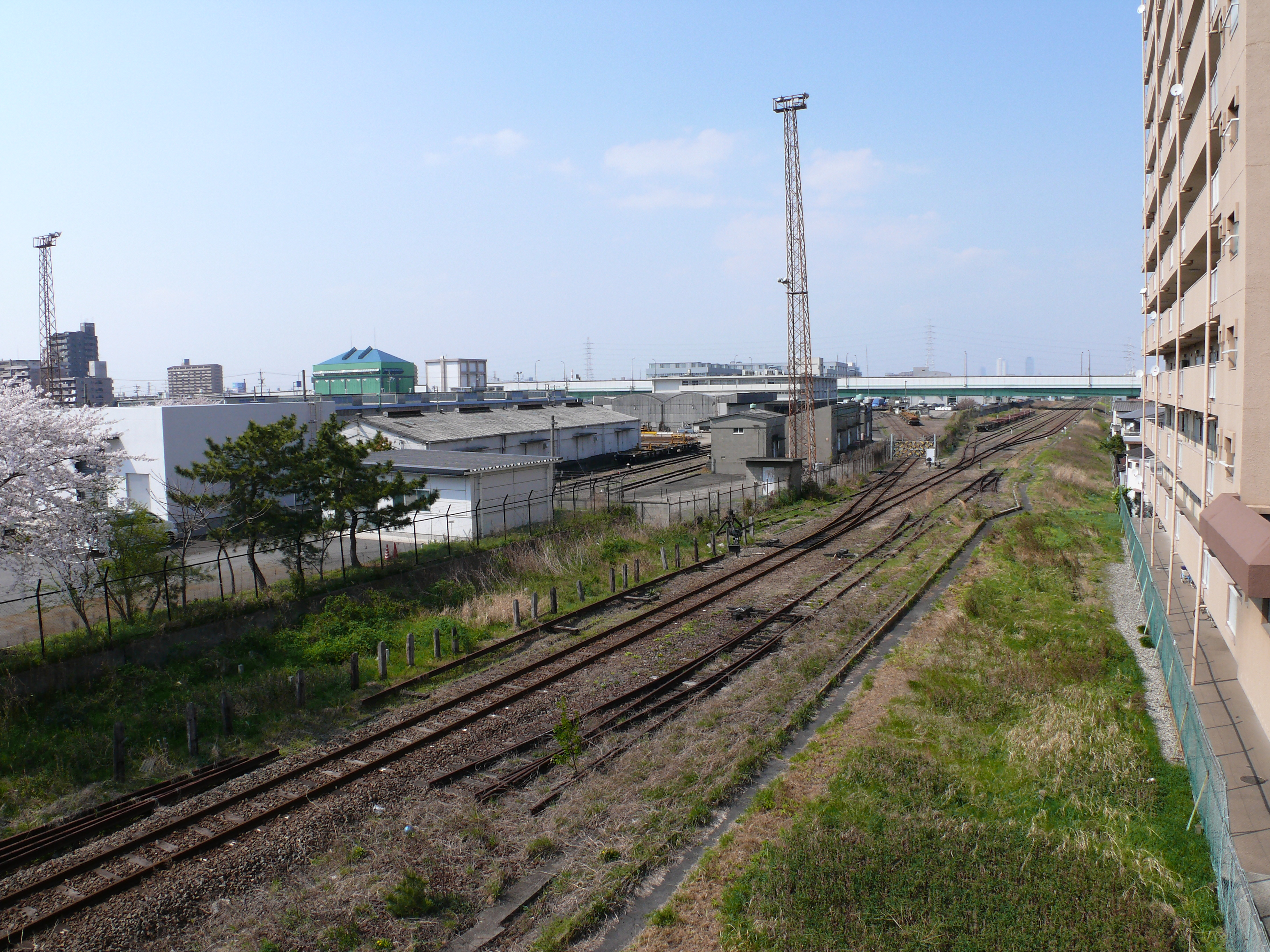
JR貨物名古屋港駅

## その他

### 日本郵便
- 郵便番号 : 455-0035[WEB 3]（集配局：名古屋港郵便局[WEB 9]）。